# Demond Wilson
Grady Demond Wilson (Valdosta, 13 ottobre 1946) è un attore e scrittore statunitense noto per aver interpretato Lamont Sanford, figlio di Fred Sanford, nella sitcom Sanford and Son.
Ha anche interpretato Oscar Madison nelle serie The New Odd Couple e ha recitato nel film Harry e Carota.

## Carriera
Wilson è nato a Valdosta, Georgia, ma è cresciuto a New York City, dove ha studiato danza. Fino ai dodici anni ha ballato fino a debuttare all'Harlem's Apollo Theater. Wilson è cresciuto in una famiglia molto religiosa e ha servito come chierichetto.
Wilson è stato in Vietnam dal 1966 to 1968 con la 4th Infantry Division, venendo ferito. Al suo ritorno da veterano, Wilson ha ricominciato a lavorare a Broadway, trasferendosi successivamente ad Hollywood, cominciando ad apparire in ruoli di supporto in serie televisive come Mission: Impossible e in film come L'organizzazione sfida l'ispettore Tibbs (1971).

### Sanford and Son (1972–1977)
Nel 1971 Wilson viene scelto per il ruolo di Lamont Sanford nella serie di NBC Sanford and Son. Wilson è diventato l'unico protagonista della serie dopo che Redd Foxx ha abbandonato la serie nel 1974 a causa di una disputa salariale. Foxx è ritornato l'anno successivo, per rimanere fino alla fine della serie, nel 1977. Nel 1980–1981, Foxx riapparse nella nuova serie basata sui Sanford, ma Wilson rifiutò di prendere parte.
Nel 2014 gli venne chiesto se era rimasto in contatto con qualcuno parte della serie Sanford & Son, rispose di no.

### Baby... I'm Back! (1978) e la nuova Strana coppia (1982–1983)
Finita la serie, Wilson ha recitato nella serie Baby... I'm Back! e, nella parte di Oscar Madison, nella versione afroamericana de La strana coppia, serie della ABC.

## Scrittore
Wilson ha scritto diversi libri cristiani riguardanti il movimento New Age e i pericoli nascosti che crede rappresenti per la società. New Age Millennium è stato pubblicato da CAP Publishing & Literary Co. LLC il 1 dicembre 1998. Wilson, che è anche autore di libri per bambini, ha definito il libro una "esposizione" di alcuni "simboli e slogan" del New Age.
Il libro di memorie di Wilson Second Banana: The Bittersweet Memoirs of the Sanford & Son Years è stato pubblicato il 31 agosto 2009. Wilson ha detto: "È solo una verità documentata, un resoconto fattuale dietro le quinte di ciò che è accaduto durante quegli anni. Redd (Foxx) e io abbiamo fatto la storia in quei giorni. Siamo stati i primi neri ad essere in televisione in quella veste e abbiamo aperto le porte a tutti quegli altri programmi che sono venuti dopo di noi."

## Vita privata
È stato sposato con l'ex modella Cicely Johnston.
Wilson era amico d'infanzia del cestista della Basketball Hall of Fame Charlie Scott.

## Filmografia parziale

### Cinema
- Pupe calde e mafia nera (Cotton Comes to Harlem), regia di Ossie Davis (1970)
- L'organizzazione sfida l'ispettore Tibbs (The Organization), regia di Don Medford (1971)
- Harry e Carota (Me and the Kid), regia di Dan Curtis (1993)

### Televisione
- Arcibaldo (All in the Family) – serie TV, un episodio (1971)
- Missione impossibile (Mission: Impossible) – serie TV, un episodio (1971)
- Sanford and Son – serie TV, 135 episodi (1972-1977)
- Baby... I'm Back! – serie TV, 13 episodi (1978)
- Love Boat (The Love Boat) – serie TV, 2 episodi (1979-1981)
- F.B.I. oggi (Today's F.B.I.) – serie TV, un episodio (1981)
- The New Odd Couple – serie TV, 18 episodi (1982-1983)
- Girlfriends – serie TV, 4 episodi (2004-2005)

## Doppiatori italiani
Nelle versioni in italiano delle opere in cui ha recitato, Demond Wilson è stato doppiato da:
- Pino Colizzi in Sanford and Son (st. 1)
- Enrico Bertorelli in Sanford and Son (st. 2-6)